# 出張ヒーローZERO
『出張ヒーローZERO』（しゅっちょうヒーローゼロ、原題：Penn Zero: Part-Time Hero）は、ディズニー製作のテレビアニメ番組で、ディズニーXD オリジナル・シリーズである。2014年12月5日より本国ディズニーXDにて放送開始したのち現在に至る。日本においては2015年9月13日にディズニーXDにて放送開始.

## あらすじ
普通の高校生ペンがヒーローになって異次元の世界で活躍するアニメージョンが初登場！ヒーロー代行を引き受けたことから予想外のドタバタに！

## 登場キャラクター

### メインキャラクター
ペン・ゼロ（Penn Zero）
声 - 高梨謙吾
ブーン・ワイズマン（Boone Wiseman）
声 - 松重慎
サーシ・コバヤシ（Sashi Kobayashi）
声 - 合田絵利

### 悪役
リッペン（Rippen）
声 - 小野大輔
ラリー校長（Principal Larry）
声 - 西村太祐